# 백설공주 (디즈니 캐릭터)
백설 공주(Snow White)는 월트 디즈니 픽처스의 캐릭터이자 첫 번째 디즈니 프린세스이다. 월트 디즈니 애니메이션 스튜디오의 첫 번째 장편 극장 애니메이션 영화인 《백설 공주와 일곱 난쟁이》의 주인공으로 첫 등장했다. 그림 형제의 동명 동화에 나오는 백설공주를 모티브로 하여 창작되었다.
할리우드 명예의 거리에 입성한 첫 번째 가공 여성 캐릭터이자 디즈니 공주이다.

## 출연 작품

### 애니메이션
- 《백설 공주와 일곱 난쟁이》 (1937)
- 《미키마우스》-

엑스트라로 2~4초 나온다.
- 《주먹왕 랄프 2: 인터넷 속으로》

### 실사 작품
- 《디센던츠》 (2015)
- 《백설공주》 (2025)